# Саленко, Юрий Михайлович
 Юрий Михайлович Саленко (1 декабря 1933, Успенка, Лутугинский район — декабрь 2024) — советский военачальник, начальник штаба, первый заместитель командующего войсками 24-й воздушной армии Верховного Главного Командования особого назначения (24 ВА ВГК ОН) (1983—1989), генерал-майор авиации (3.2.1984).

## Биография
Родился 1 декабря 1933 года в селе Успенка Украинской ССР в семье участника Великой Отечественной войны. Русский. С семьей переехали в село Горохово Иркутской области. Окончил среднюю школу и Иркутский механический техникум в 1952 году. Учился в аэроклубе на ЯК-18 и ПО-2.
- В Вооружённые Силы СССР призван Винницким ОВК города Винница УССР.
- 26 октября 1953 поступил и 7 февраля 1956 окончил Армавирское военное училище лётчиков Майкоп. Военную присягу принял 18.11.1953 года.
- 1956—1957 лётчик, лётчик-оператор 56-й гвардейский Алтуховский Краснознамённый истребительный авиационный полк 283-й Камышинской Краснознамённой ордена Суворова II степени истребительной авиационной дивизии. МиГ-29ЗакВО, Миха-Цхакая.
- 1957—1960 штурман звена 34-я воздушная армия ВВС ЗакВО.
- 1960—1961 штурман звена ВВС ТуркВО (Як-9, МиГ-15, Як-25), Мары.
- В 1961 году поступил и в 1965 году окончил Военно-воздушную академию имени Ю. А. Гагарина[2].
- 1965—1968 заместитель начальника штаба авиационного полка ВВС ПрибВО Даугавпилс.
- 1968—1971 начальник штаба, 54-й гвардейский истребительный авиационный Керченский Краснознамённый полк 27-го корпуса ПВО ПрибВО Вайнёде.
- 1971—1973 начальник оперативного отдела авиакорпуса ВВС ПрибВО Рига.
- 1973—1976 начальник штаба 60-й смешанной авиационной дивизии.
- 1976—1980 начальник оперативного отдела 73-й воздушной армии[3]. Среднеазиатский военный округ Ташкент.
- 1980—1981 заместитель начальника штаба ВВС ТуркВО Ташкент.
- 1981—1983 начальник штаба ВВС 40-й армии.
- 1983—1989 начальник штаба-первый заместитель командующего войсками 24-й воздушной армии Верховного Главного Командования особого назначения (24 ВА ВГК ОН) Главного командования войск Юго-Западного направления. Су-24, Су-27.Винница[4].

Освоил МиГ-23 (и его модификации), Су-17 М3, Су-25, Су-27. Принимал участие в Афганской войне.
14 августа 1989 года уволен с военной службы.
С 2012 года инспектор Группы инспекторов Объединённого стратегического командования Южного военного округа Министерства обороны Российской Федерации.
С 2013 года проживал в Тосненском районе Ленинградской области .
Умер 14 декабра 2024 года. Похоронен с воинскими почестями на кладбище Московская славянка Пушкинского района города Санкт-Петербурга.

## Награды
- Орден «За службу Родине в Вооружённых Силах СССР» III степени (1979)
- Орден Красной Звезды (1982)

- Медаль «За укрепление боевого содружества»
- Юбилейная медаль «Двадцать лет Победы в Великой Отечественной войне 1941—1945 гг.» (7 мая 1965[6])
- Юбилейная медаль «Сорок лет Победы в Великой Отечественной войне 1941—1945 гг.»[7]
- Юбилейная медаль «50 лет Победы в Великой Отечественной войне 1941—1945 гг.»[8]
- Юбилейная медаль «300 лет Российскому флоту»
- Медаль «Ветеран Вооружённых Сил СССР»
- Юбилейная медаль «40 лет Вооружённых Сил СССР»[9]
- Юбилейная медаль «50 лет Вооружённых Сил СССР» (26 декабря 1967[10])
- Юбилейная медаль «60 лет Вооружённых Сил СССР»[11]
- Юбилейная медаль «70 лет Вооружённых Сил СССР»[12]
- Медаль «За безупречную службу» I степени
- Медаль «За безупречную службу» II степени
- Медаль «За безупречную службу» III степени
- Медаль «За ратную доблесть» и др.
- Нагрудный знак «Воину-интернационалисту»
- Медаль «Воину-интернационалисту от благодарного афганского народа»

## Галерея

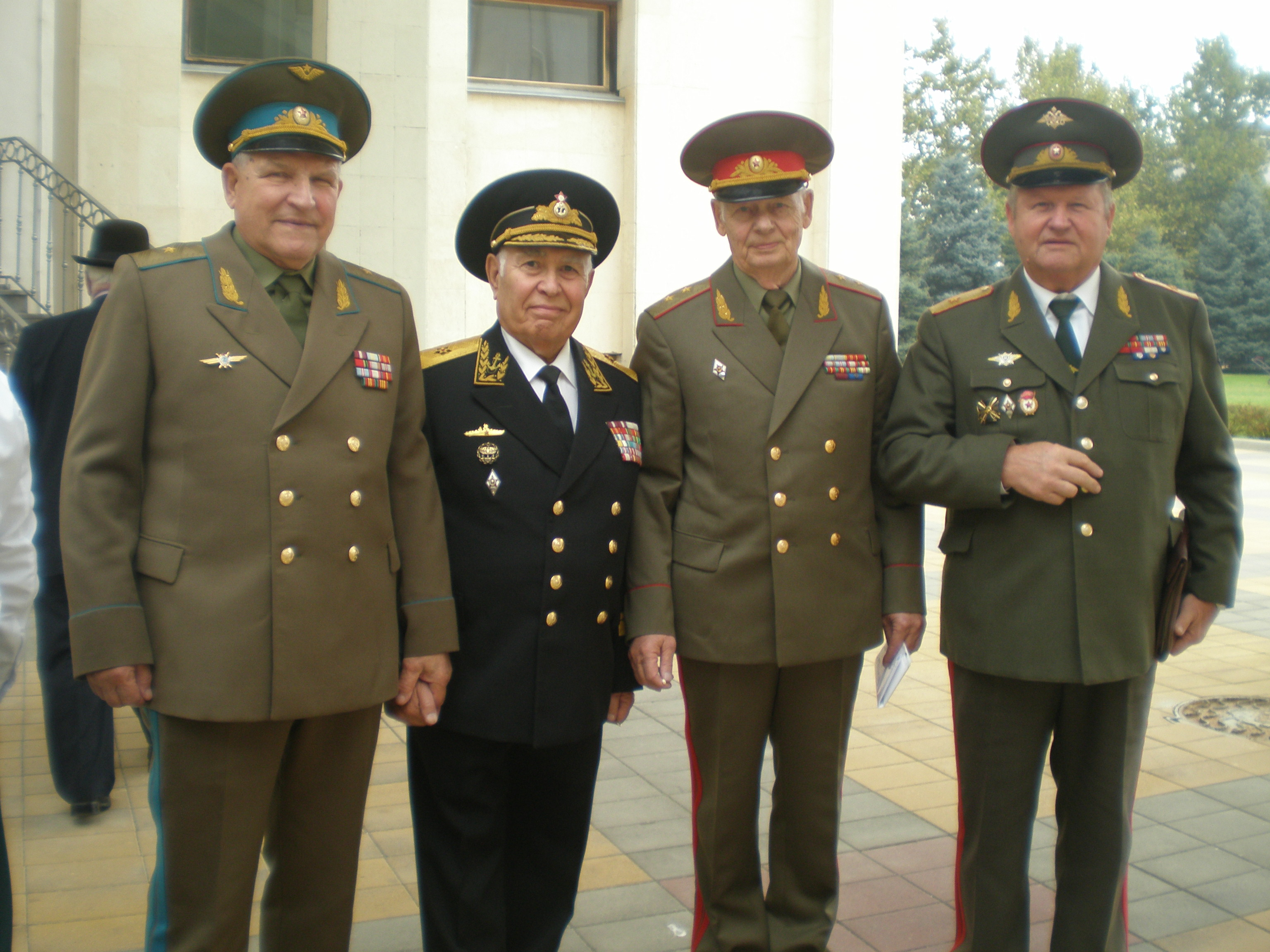
Инспекторы генералы Саленко Ю. М.,(к/адмирал) Тхагапсов М.М., Щепин Ю.Ф. и Дорофеев А.А. на пленуме Ветеранов РА. Майкоп 2012.
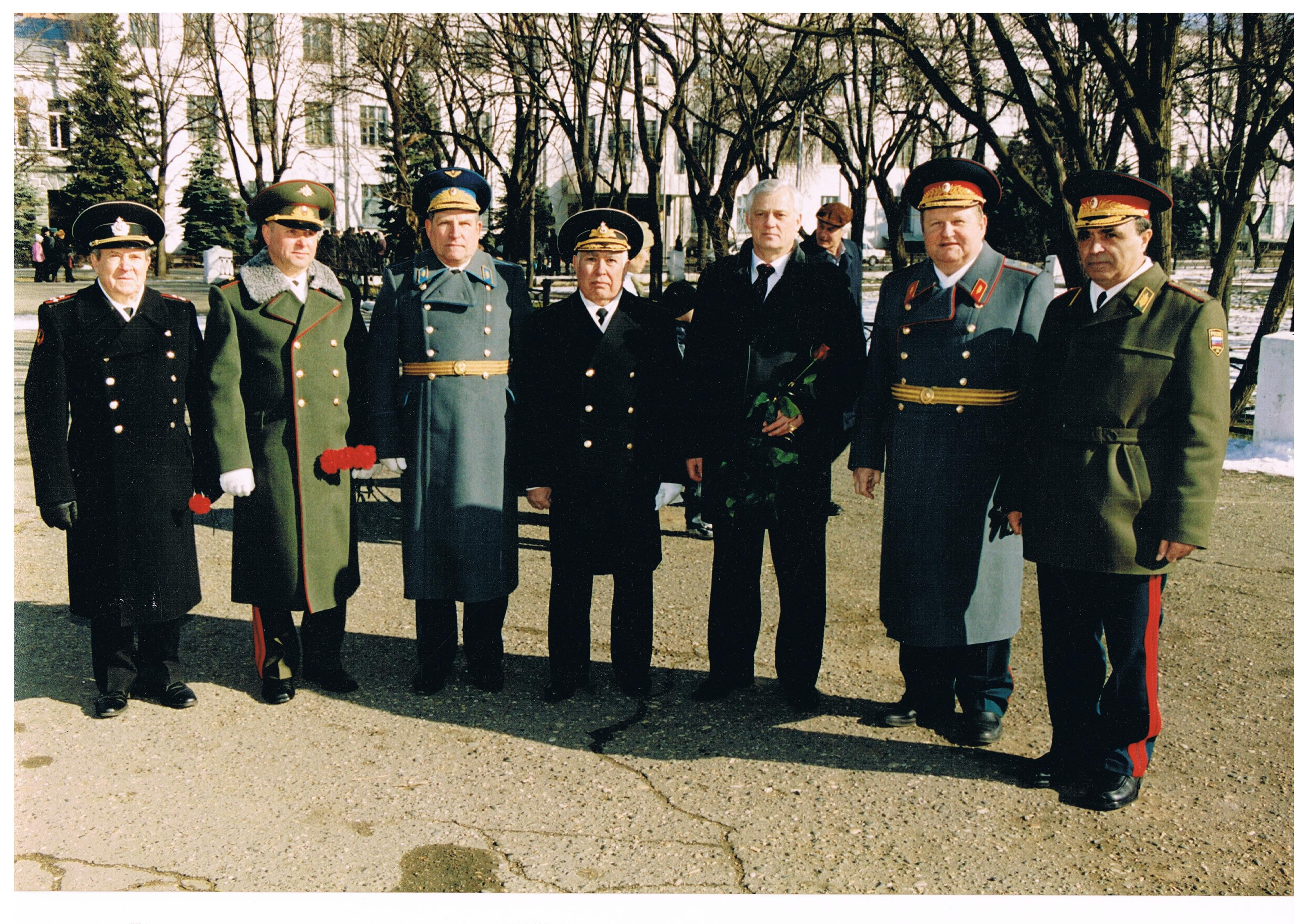
Герой Советского Союза Гурьев М. Н. и генералы Колягин Ю. Н., Саленко Ю. М., контр-адмиралТхагапсов М. М. Вице-президент РА Демчук Н. В., генерал-майоры Дорофеев А. А. и Бричев В. М.. Майкоп 23.02.2003.
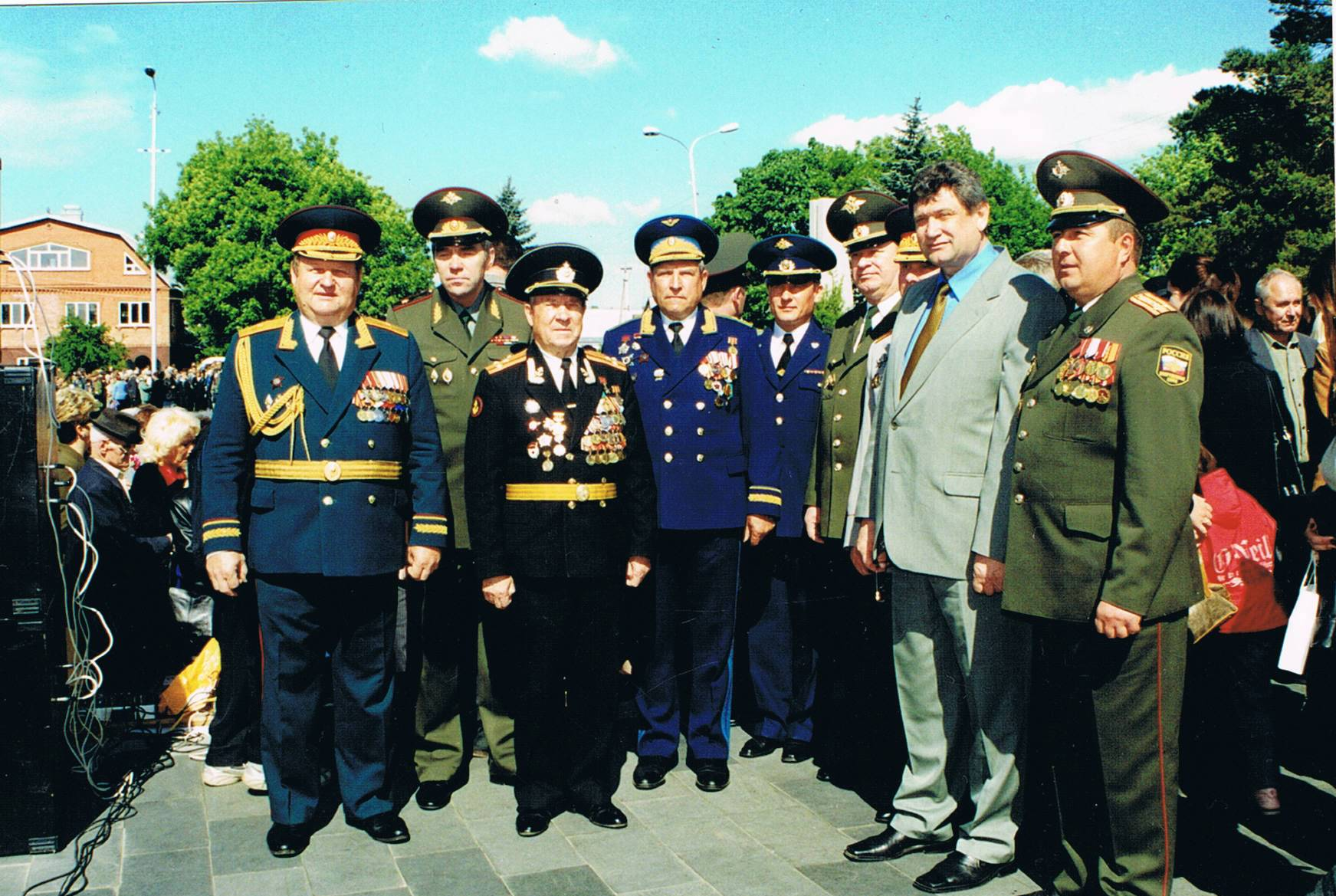
День Победы в Майкопе 9.5.2002. Герой Советского Союза Гурьев М. Н. с генералами А. Дорофеевым и Ю. Саленко.
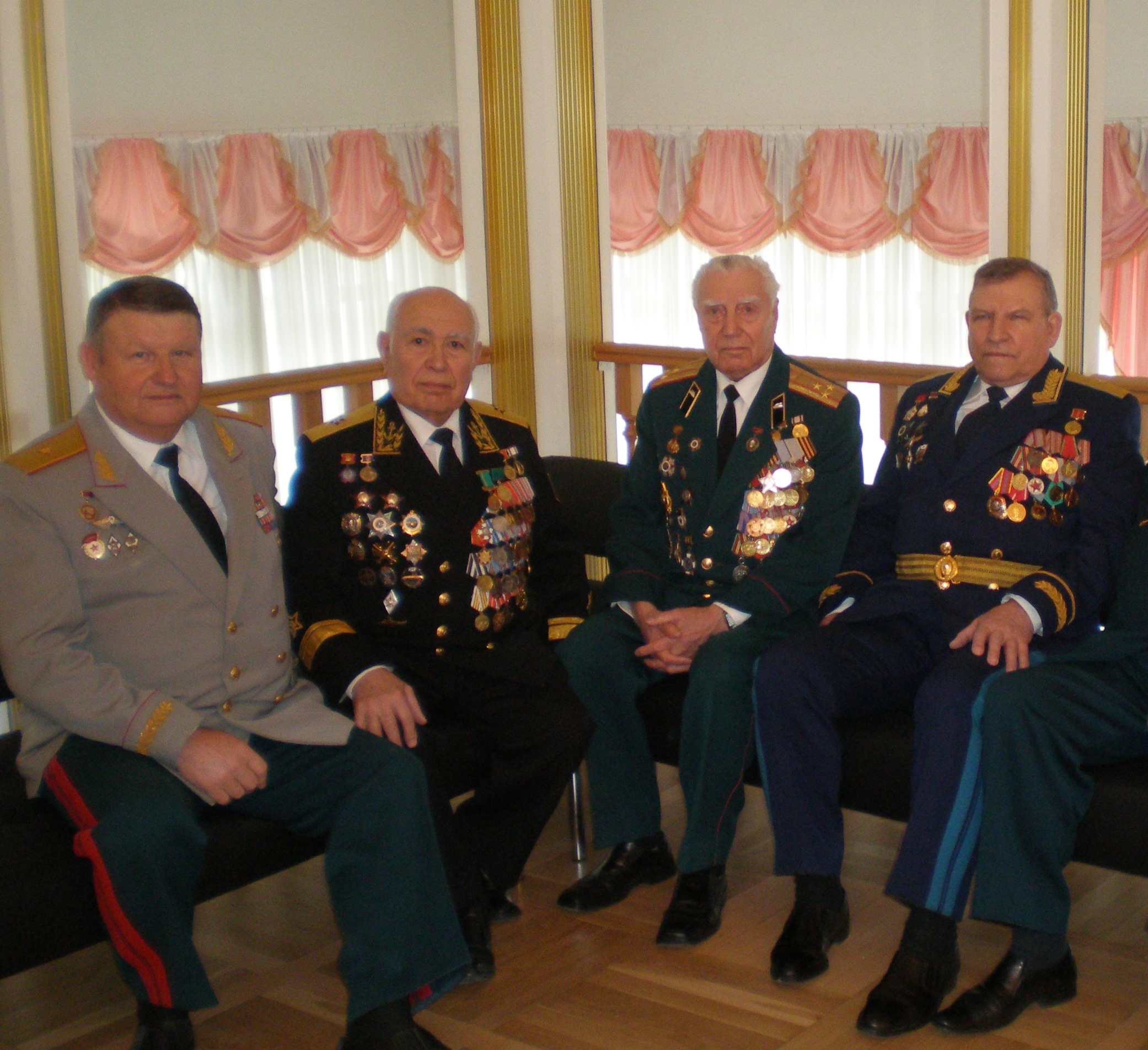
Дорофеев, А.А., Тхагапсов М.М. Саленко, Ю.М. и  полковник Смирнов Г.И. Майкоп. 2010.